# Róbert Mak
Róbert Mak (Bratislava, antigua Checoslovaquia y actual Eslovaquia, 8 de marzo de 1991) es un futbolista eslovaco que juega como delantero en el Š. K. Slovan Bratislava de la Superliga de Eslovaquia.

## Selección nacional
Ha sido internacional con la selección de fútbol de Eslovaquia; donde hasta ahora, ha jugado 81 partidos internacionales por dicho seleccionado.

## Clubes
| Club                            | País       | Año       |
| ------------------------------- | ---------- | --------- |
| Manchester City F. C.           | Inglaterra | 2008-2010 |
| F. C. Núremberg                 | Alemania   | 2010-2014 |
| PAOK Salónica F. C.             | Grecia     | 2014-2016 |
| Zenit de San Petersburgo        | Rusia      | 2016-2020 |
| PAOK de Salónica F. C. (cesión) | Grecia     | 2017-2018 |
| Konyaspor                       | Turquía    | 2020      |
| Ferencváros T. C.               | Hungría    | 2020-2022 |
| Sydney F. C.                    | Australia  | 2022-2024 |
| Š. K. Slovan Bratislava         | Eslovaquia | 2024-     |

## Palmarés

### Títulos nacionales
| Título                  | Club                     | País       | Año  |
| ----------------------- | ------------------------ | ---------- | ---- |
| Supercopa de Rusia      | Zenit de San Petersburgo | Rusia      | 2016 |
| Copa de Grecia          | PAOK Salónica F. C.      | Grecia     | 2018 |
| Liga Premier de Rusia   | Zenit de San Petersburgo | Rusia      | 2019 |
| Nemzeti Bajnokság I     | Ferencváros T. C.        | Hungría    | 2021 |
| Nemzeti Bajnokság I     | Ferencváros T. C.        | Hungría    | 2022 |
| Copa de Hungría         | Ferencváros T. C.        | Hungría    | 2022 |
| FFA Cup                 | Sydney F. C.             | Australia  | 2023 |
| Superliga de Eslovaquia | Š. K. Slovan Bratislava  | Eslovaquia | 2025 |